# 西野泰広
西野 泰広（にしの やすひろ、1951年2月15日 - ）は、日本の心理学者。愛知県豊橋市生まれ。専門は、発達心理学・教育心理学・スポーツ心理学・体育学。学生時代はラグビー選手として活躍した。現在は国士舘大学名誉教授として活動中。

## 経歴
- 1978年 日本大学文理学部 助手
- 1984年 豊橋短期大学 専任講師
- 1986年 豊橋短期大学 助教授
- 1991年 愛知産業大学 教授
- 1993年 文京女子短期大学 教授
- 1997年 文京女子大学 教授
- 2002年 国士舘大学・国士舘大学大学院 教授
- 2009年 国士舘大学大学院人文科学研究科委員長

## 主な著書
- 1984年 乳幼児教育心理学 福村出版
- 1987年 保育・教育実習セミナー 福村出版
- 1990年 保育内容総論 チャイルド社
- 1992年 発達心理学ハンドブック(編集委員) 福村出版
- 1994年 発達の科学 福村出版
- 2000年 発達研究の技法 福村出版
- 2001年 心理学概論 培風館
- 2002年 育児・保育現場での発達とその支援 ミネルヴァ書房
- 2003年 こころの科学 東洋経済新報社

## 主な論文
- 大村政男, 山岡淳, 西野泰広「207 保母・幼稚園教諭の幼児観・教師観に関する研究(2) : 特に,教師観の分析を中心にして(発達1,口頭発表)」『日本教育心理学会総会発表論文集』第19巻、日本教育心理学会、1977年、82-83頁、CRID 1390001205789807744、doi:10.20587/pamjaep.19.0_82、ISSN 2189-5538。
- 西野泰広, 山岡淳, 平井敏雄, 畠山元彰, 木所正式「「ラグビー・スクールの入校動機と効果意識に関する研究」」『体育学研究』第23巻第3号、日本体育・スポーツ・健康学会、1978年、263-274頁、CRID 1390001204105374336、doi:10.5432/jjpehss.kj00003392634、ISSN 04846710。
- 西野泰広「子どもの教育に関する親の態度の研究」『日本大学人文科学研究所研究紀要』第22号、東京 : 日本大学人文科学研究所、1979年、114-129頁、CRID 1520290884356954880、ISSN 02866447。
- 西野泰広, 平井敏雄, 吉本俊明, 綿井永寿「324 ラグビー部員のパーソナリティに関する研究 : (1) SPTの因子論的研究」『日本体育学会大会号』第34巻、日本体育学会、1983年、183頁、CRID 1390001206086507008、doi:10.20693/jspeconf.34.0_183、ISSN 2433-0183。
- 松田浩平, 永嶋正俊, 平井敏雄, 川井昂, 加藤史夫, 西野泰広, 青木繁「9070 スポーツチームの管理とリーダーシップに関する研究 : (2)ボールゲームを中心としたSESのクラスター分析(9.体育方法,一般研究)」『日本体育学会大会号』第35巻、日本体育学会、1984年、625頁、CRID 1390001206087042176、doi:10.20693/jspeconf.35.0_625、ISSN 2433-0183。
- 西野泰広「スポーツ集団の効果的指導のための組織心理学的研究」『研究紀要』第1巻、豊橋創造大学、1984年3月、53-68頁、CRID 1571135651783156736、ISSN 02896206。
- 西野泰広「新生児の認知的コンピテンスの発達」『研究紀要』第2巻、豊橋創造大学、1985年3月、91-100頁、CRID 1570291226853024000、ISSN 02896206。
- 西野泰広, 松田浩平「543 幼児教育科の在り方に関する基礎的研究 : (I)T短大生の進学動機,学科イメージ,満足感の学科間比較(進路選択,社会6)」『日本教育心理学会総会発表論文集』第28巻、日本教育心理学会、1986年、522-523頁、CRID 1390001205791739392、doi:10.20587/pamjaep.28.0_522、ISSN 2189-5538。
- 西野泰広, 松田浩平, 阪本知子, 永嶋正俊, 平井敏雄, 川井昂, 加藤史夫, 河合一武, 石井政弘「032202 スポーツチームの管理とリーダーシップに関する研究 : (VI) SES短縮版と自己教育性・統制観との関連(3.体育心理学,一般研究A)」『日本体育学会大会号』38A、日本体育学会、1987年、180頁、CRID 1390282681063722752、doi:10.20693/jspeconf.38a.0_180、ISSN 2433-0183。
- 西野泰広「387 幼児教育の個別化・個性化に関する研究 : VIII 五歳児のSELF-REGULATIONと表現活効について(感情・情動,発達20,発達)」『日本教育心理学会総会発表論文集』第30巻、日本教育心理学会、1988年、392-393頁、CRID 1390282680770765568、doi:10.20587/pamjaep.30.0_392、ISSN 2189-5538。
- 臼井博, 西野泰広, 氏家達夫, 宮川充司, 大野元三, 柴崎正行「発達研究において個人差をどうとらえるのか? : 日本の個人差研究を考える(自主シンポジウム 3)」『日本教育心理学会総会発表論文集』第31巻、日本教育心理学会、1989年、S32、CRID 1390282680770363392、doi:10.20587/pamjaep.31.0_s32、ISSN 2189-5538。
- 西野泰広「幼児の自己制御機能と母親のしつけタイプ」『発達心理学研究』第1巻第1号、日本発達心理学会、1990年、49-58頁、CRID 1390001205740761984、doi:10.11201/jjdp.1.49、ISSN 0915-9029。
- 西野泰広「調査研究をめぐって」『発達心理学研究』第1巻第2号、日本発達心理学会、1991年、151-152頁、CRID 1390001205740896000、doi:10.11201/jjdp.1.151、ISSN 0915-9029。
- 西野泰広「4 描画による幼児の個性診断の試み : I ローエンフェルドの分類を中心にして」『日本性格心理学会発表論文集』第1巻、日本パーソナリティ心理学会、1993年、4頁、CRID 1390282681057247232、doi:10.24534/jjpjsppp.1.0_4、ISSN 2433-1422。
- 西野泰広「子どもの心に響くしかり方をするには」『児童心理』第49巻第14号、東京 : 金子書房、1995年10月、1553-1558頁、CRID 1524232505467690624、ISSN 0385826X。
- 小森愛子, 西野泰広, 山岡淳, 松田浩平「女子大学生の恋愛対象年齢と性格との関連について」『日本性格心理学会発表論文集』第8巻、日本パーソナリティ心理学会、2000年、98-99頁、CRID 1390282681057490176、doi:10.24534/jjpjsppp.8.0_98、ISSN 2433-1422。
- 小森愛子, 西野泰広, 大村政男「P1-8 友人関係におけるパーソナリティの類似性と対人魅力との関連」『日本性格心理学会発表論文集』第12巻、日本パーソナリティ心理学会、2003年、78-79頁、CRID 1390282681058744192、doi:10.24534/jjpjsppp.12.0_78、ISSN 2433-1422。
- 辺貞姫, 西野泰広「P2-20 子どもの自己制御機能の発達についての一考察」『日本性格心理学会発表論文集』第12巻、日本パーソナリティ心理学会、2003年、142-143頁、CRID 1390282681058992768、doi:10.24534/jjpjsppp.12.0_142、ISSN 2433-1422。
- 西野泰広, 松田浩平, 寺門正顕「PDS機能から見た良いスポーツチームの心理的特性」『教育学論叢』第24号、東京 : 国士館大学教育学会、2006年12月、48-25頁、CRID 1520290883637239808、ISSN 09145869。
- 西野泰広, 雨森雅哉「幼児用PDSテストの開発」『教育学論叢』第31号、東京 : 国士館大学教育学会、2014年2月、50-30頁、CRID 1520572358462197888、ISSN 09145869。
- 西野泰広, 雨森雅哉「複線型発達モデルからみた身体・運動発達の諸相」『教育学論叢』第32号、東京 : 国士館大学教育学会、2015年2月、48-20頁、CRID 1520853833542750976、ISSN 09145869。

## 主な所属学会
- 日本心理学会
- 日本教育心理学
- 日本体育学会
- 日本発達心理学会
- 日本パーソナリティ心理学

## 受賞学術賞
- 1977年 日本大学古田奨学金受賞
- 1995年 財団法人エム・オー・エー研究奨励賞
- 2000年 発達科学研究教育奨励賞